# Директор театра
Директор театра (KV 486, нем. Der Schauspieldirektor) — одноактный зингшпиль В. А. Моцарта на либретто Готлиба Штефани.
Премьера состоялась 7 февраля 1786 года в Вене.

## История создания
В 1786 году император Иосиф II устроил музыкальное соревнование между своими любимцами — Антонио Сальери и В. А. Моцартом. Фактически это было состязание между итальянской комической оперой и немецким зингшпилем. Соответственно, Сальери была заказана одноактная опера на итальянское либретто Дж.Касти, а Моцарту — на немецкое либретто Г. Штефани-младшего, либреттиста «Похищение из сераля». Обе оперы были исполнены на «Увеселительном празднике в честь генерал-губернатора Нидерландов» в  Шёнбрунне 7 февраля 1786 года. Победа была присуждена опере Сальери «Сначала музыка, а потом слова» (Prima la musica e poi le parole).

## Действующие лица и первые исполнители
Премьера состоялась в Вене 7 февраля 1786 г.
|                              |                  | Первая постановка 7 февраля 1786 |
| ---------------------------- | ---------------- | -------------------------------- |
| Франк, директор театра       | разговорная роль | Иоганн Готлиб Штефани            |
| Эйлер, банкир                | разговорная роль | Иоганн Франц Иероним Брокманн    |
| Буфф, певец-комик            | бас              | Йозеф Вайдманн                   |
| Господин Фогельзанг, певец   | тенор            | Валентин Адамбергер              |
| Госпожа Херц, певица         | сопрано          | Алоизия Вебер                    |
| Госпожа Зильберкланг, певица | сопрано          | Катарина Кавальери               |
| Господин Херц, актер         | разговорная роль | Йозеф Ланге                      |
| Госпожа Пфайль, актриса      | разговорная роль | Анна Мария Штефани               |
| Госпожа Кроне, актриса       | разговорная роль | Иоганна Сакко                    |
| Госпожа Фогельзанг, актриса  | разговорная роль | Анна Мария Адамбергер            |

## Синопсис
Директор театра Франк набирает в труппу певиц и актеров. Но каждый хочет быть в труппе первым и получать лучшие гонорары. В ответ на угрозу Франка остановить постановку все соглашаются работать дружно, объединившись ради любви к высокому искусству.

## Музыкальные номера
В опере всего четыре номера, не считая увертюры, — две виртуознейшие арии, терцет с большими сопрановыми соло (одно в темпе Adagio, другое в темпе Allegro, что также отражено в тексте) и «водевиль» (завершающий оперу куплетный финал). Большое место в опере занимают драматические сцены, разыгрываемые актёрами-претендентами на место в труппе.
- Увертюра
- 1. Ария Госпожи Херц «Da schlägt des Abschieds Stunde»
- 2. Ария Госпожи Зильберкланг «Bester Jüngling»
- 3. Терцет (Госпожа Херц, Госпожа Зильберкланг, Господин Фогельзанг) «Ich bin die erste Sängerin»
- 4. Водевиль (Госпожа Херц, Госпожа Зильберкланг, Господин Фогельзанг и Буфф) «Schlussgesang Jeder Kunstler»

## Избранная дискография
- Хельмут Кох и Берлинский Камерный Оркестр (1968): Розмари Рёниш, Сильвия Гешти, Петер Шрайер, Херманн Кристиан Польстер.
- Карл Бём и Оркестр Дрезденской государственной капеллы (1974): Рери Грист, Арлен Аугер, Петер Шрайер, Курт Молль.
- Леопольд Хагер и Зальцбургский Моцартеум-Оркестр (1976): Илеана Котрубас, Эдита Груберова, Петер ван дер Бильт, Иштван Гати.
- Джон Причард и Венский Филармонический Оркестр (1991): Кири Те Канава, Эдита Груберова, Уве Хайльманн, Манфред Юнгвирт.
- Николаус Арнонкур и Оркестр Концертгебау (2000): Магда Надор, Кристина Лаки, Гарри ван дер Камп, Томас Хэмпсон.